# サンタンブロージョ・ディ・ヴァルポリチェッラ
サンタンブロージョ・ディ・ヴァルポリチェッラ（イタリア語: Sant'Ambrogio di Valpolicella）は、イタリア共和国ヴェネト州ヴェローナ県にある、人口約12,000人の基礎自治体（コムーネ）。

## 地理

### 位置・広がり

#### 隣接コムーネ
隣接するコムーネは以下の通り。
- カヴァイオーン・ヴェロネーゼ
- ドルチェー
- フマーネ
- パストレンゴ
- ペスカンティーナ
- リーヴォリ・ヴェロネーゼ
- サン・ピエトロ・イン・カリアーノ

### 気候分類・地震分類
気候分類では、zona E, 2579 GGに分類される。
また、イタリアの地震リスク階級 (it) では、zona 2 (sismicità media) に分類される。

## 行政

### 分離集落
サンタンブロージョ・ディ・ヴァルポリチェッラには、以下の分離集落（フラツィオーネ）がある。
- Gargagnago, Monte, Ponton, San Giorgio di Valpolicella, Domegliara

## 姉妹都市
- オッペンハイム、ドイツ 1982年
- サンタンブロージョ・ディ・トリーノ、イタリア 2003年
- サンタンブロージョ・スル・ガリリャーノ、イタリア 2004年
- セジャーナ、スロベニア